# 鈴木佐大夫
鈴木 佐大夫（すずき さだゆう）は、戦国時代から安土桃山時代にかけての紀伊国の人物。雑賀鈴木氏の一族。石山合戦で本願寺方として活躍したことで知られる鈴木孫一（重秀）の父とされている。

## 生涯
鈴木佐大夫の記述は江戸時代後期に紀州藩が編纂した『紀伊続風土記』や、同時期成立の紀伊国の地誌『十寸穂の薄』、それらを明治期に編纂した『南紀徳川史』、江戸後期成立の『太田水責記』に見られる。それによると佐大夫は紀伊国名草郡の雑賀城の城主で、7万石余の所領を持っていたという。ただし『紀伊続風土記』は、7万石を領したという話を疑わしいと記している。
天正13年（1585年）3月、羽柴秀吉による紀州征伐が行われた。『十寸穂の薄』や『南紀徳川史』によると、佐大夫はこの年、藤堂高虎により粉河で自害させられたという。一方、『太田水責記』には織田信長によって雑賀城を落とされた際に切腹させられたとあり、資料によって死亡時期が異なる。
なお、確かな文献で佐大夫の名は確認できない。弘治3年（1557年）に和佐荘と岩橋荘の間の争いで仲介を行った人物6人の中に、雑賀助大夫はいるものの鈴木佐大夫の名はなく、実在には疑念が持たれている。

## 鈴木重意との関係
郷土史に詳しい地元の作家・神坂次郎は、『畠山記（畠山家譜）』に登場する「鈴木孫市重意」を佐大夫と同一人物としている。重意は鈴木重秀の父とされることのある人物だが、『畠山記』に重意を重秀の父とする記述は見受けられない。また『畠山記』は江戸時代中頃に成立した軍記物であって信憑性に乏しく、鈴木重意という姓名があったかどうかも不明である。
歴史シミュレーションゲーム『信長の野望』シリーズでは、佐大夫の諱は重意とされている。